# Brüsseler Konkordanz
Unter Brüsseler Konkordanz versteht man ein internationales Übereinkommen zwischen der Bundesrepublik Deutschland und der EU-Kommission, das die Abschaffung der Anstaltslast und Gewährträgerhaftung in weiten Teilen des öffentlich-rechtlichen Kreditwesens Deutschlands zum Inhalt hat.

## Allgemeines
Mit der Brüsseler Konkordanz vom 17. Juli 2001 wurde zwischen EU-Kommission und der Bundesrepublik Deutschland die Abschaffung von Gewährträgerhaftung und Anstaltslast zum 18. Juli 2005 vereinbart. Diese betrifft alle im Wettbewerb stehenden öffentlich-rechtlichen Kreditinstitute, insbesondere Landesbanken und Sparkassen.

## Vorgeschichte
Öffentlich-rechtliche Kreditinstitute besaßen aus historischen Gründen seit jeher die Rechtsform der Anstalt des öffentlichen Rechts. Diese Rechtsform, die es auch für Nichtbanken des öffentlichen Sektors gibt, ist durch die Strukturmerkmale der Anstaltslast und Gewährträgerhaftung gekennzeichnet. Da insbesondere die Gewährträgerhaftung mit ihrem garantieähnlichen Charakter und der Folge der Insolvenzunfähigkeit den im Wettbewerb stehenden öffentlich-rechtlichen Kreditinstituten gegenüber den übrigen Kreditinstituten einen Wettbewerbsvorteil verschaffte, erblickten die Privatbanken hierin für sich einen Wettbewerbsnachteil. Tatsächlich konnte nachgewiesen werden, dass die öffentlichen Institute geringere Refinanzierungskosten und höhere Kreditmargen aufwiesen (siehe Zinsgeschäft). Im Dezember 1999 reichte der Bundesverband deutscher Banken Beschwerde bei der Wettbewerbsbehörde der Europäischen Kommission ein und ging davon aus, dass die Gewährträgerhaftung eine verbotene staatliche Beihilfe nach Art. 107 Abs. 1 AEU-Vertrag darstelle. Im Juli 2000 wurden die detaillierten Argumente präsentiert; am 26. Januar 2001 eröffnete die Wettbewerbsbehörde ein formales Untersuchungsverfahren. Das erste Treffen von Vertretern der Banken, dem Bundesfinanzministerium und der EU-Kommission fand am 1. Juni 2001 statt.
Die langjährigen Auseinandersetzungen wurden endgültig durch eine von der Europäischen Kommission am 27. März 2002 an die Bundesrepublik Deutschland gerichtete Entscheidung beigelegt. Die Bundesregierung hat diese Entscheidung am 11. April 2002 angenommen. Die am 17. Juli 2001 zwischen Europäischer Kommission, vertreten durch den Kommissar für Wettbewerb, Mario Monti, und einer deutschen Delegation erzielte Verständigung und die daraus am 28. Februar 2002 von beiden Seiten gezogenen Schlussfolgerungen sind darin berücksichtigt. Der Delegation gehörten Staatssekretär Caio Koch-Weser vom Bundesfinanzministerium, die Länderfinanzminister Gerhard Stratthaus (Baden-Württemberg), Kurt Faltlhauser (Bayern) und Peer Steinbrück (Nordrhein-Westfalen) sowie Dietrich H. Hoppenstedt, der Präsident des Deutschen Sparkassen- und Giroverbandes, an.
Diese Verständigung vom 17. Juli 2001 – die Brüsseler Konkordanz genannt wird – sah vor, die Anstaltslast am 18. Juli 2005 zu beenden und durch eine andere Regelung zu ersetzen und überdies die Gewährträgerhaftung abzuschaffen. Die Anstaltslast war durch „normale wirtschaftliche Eigentümerbeziehung gemäß marktwirtschaftlichen Grundsätzen“ zu ersetzen. Durch den Wegfall der Gewährträgerhaftung durfte der Träger keine unbeschränkte Haftung für die Verbindlichkeiten des Instituts mehr übernehmen, auch keine Absichtserklärung oder Garantie für den Bestand des öffentlichen Kreditinstituts. Als Folge der Brüsseler Konkordanz sollten alle Verbindlichkeiten, die am 18. Juli 2001 bestanden, im Rahmen eines Grandfathering weiterhin durch die Gewährträgerhaftung gedeckt werden. Verbindlichkeiten, die die öffentlichen Banken zwischen dem 19. Juli 2001 und 18. Juli 2005 eingegangen sind und die nicht über das Jahr 2015 hinauslaufen, sollten weiter von der Gewährträgerhaftung erfasst werden. Hingegen sollte die Gewährträgerhaftung für diejenigen Verbindlichkeiten entfallen, die nach dem 18. Juli 2005 oder während des Übergangszeitraumes mit einer Laufzeit über 2015 hinaus aufgenommen worden sind. Die Abschaffung von Anstaltslast und Gewährträgerhaftung wurde durch Änderung der Satzungen und Sparkassengesetze zeitnah umgesetzt.

## Bankbetriebliche Auswirkungen
Die Bankbetriebslehre diskutierte im Zusammenhang mit der Brüsseler Konkordanz zwei Effekte, die aus dem Wegfall der Gewährträgerhaftung resultierten. Einerseits sorgt der Marktdisziplinierungseffekt dafür, dass die Gläubiger öffentlicher Banken nach dem Wegfall der Gewährträgerhaftung tatsächlich ein Verlustrisiko für ihr eingesetztes Kapital tragen. Auf diese Weise erhalten sie einen Anreiz, die Risikoübernahme der Bank zu begrenzen. Das Rating aller betroffenen Kreditinstitute verschlechterte sich wegen des verringerten Anleger- und Gläubigerschutzes. Andererseits gibt es den so genannten Franchise-Value-Effekt. Hiernach erhöhen sich durch den Wegfall der Gewährträgerhaftung aufgrund des höheren Ausfallrisikos die Refinanzierungskosten der betroffenen Institute. Dadurch sinkt der Gegenwartswert aller künftigen Gewinne (englisch Franchise Value). Mit einem niedrigeren Franchise Value erhöht sich jedoch die Bereitschaft zur gesteigerten Risikoübernahme, da die Bank weniger zu verlieren hat. Dies ließ sich bei einigen Landesbanken ab 2002 tatsächlich beobachten.

## Rechtsfolgen
Anstaltslast und Gewährträgerhaftung sind für alle im Wettbewerb stehenden öffentlich-rechtlichen Kreditinstitute – insbesondere Landesbanken und Sparkassen – abgeschafft. Die übrigen, nicht im Wettbewerb stehenden öffentlichen Banken (insbesondere Förderbanken oder die Kreditanstalt für Wiederaufbau) sind hingegen von der Brüsseler Konkordanz nicht betroffen.